# Silene pompeiopolitana
Silene pompeiopolitana är en nejlikväxtart som beskrevs av Claude Gay och Pierre Edmond Boissier. Silene pompeiopolitana ingår i släktet glimmar, och familjen nejlikväxter. Inga underarter finns listade i Catalogue of Life.